# Palazzo degli Elefanti
Koordinaten: 37° 30′ 8,7″ N, 15° 5′ 11,7″ O

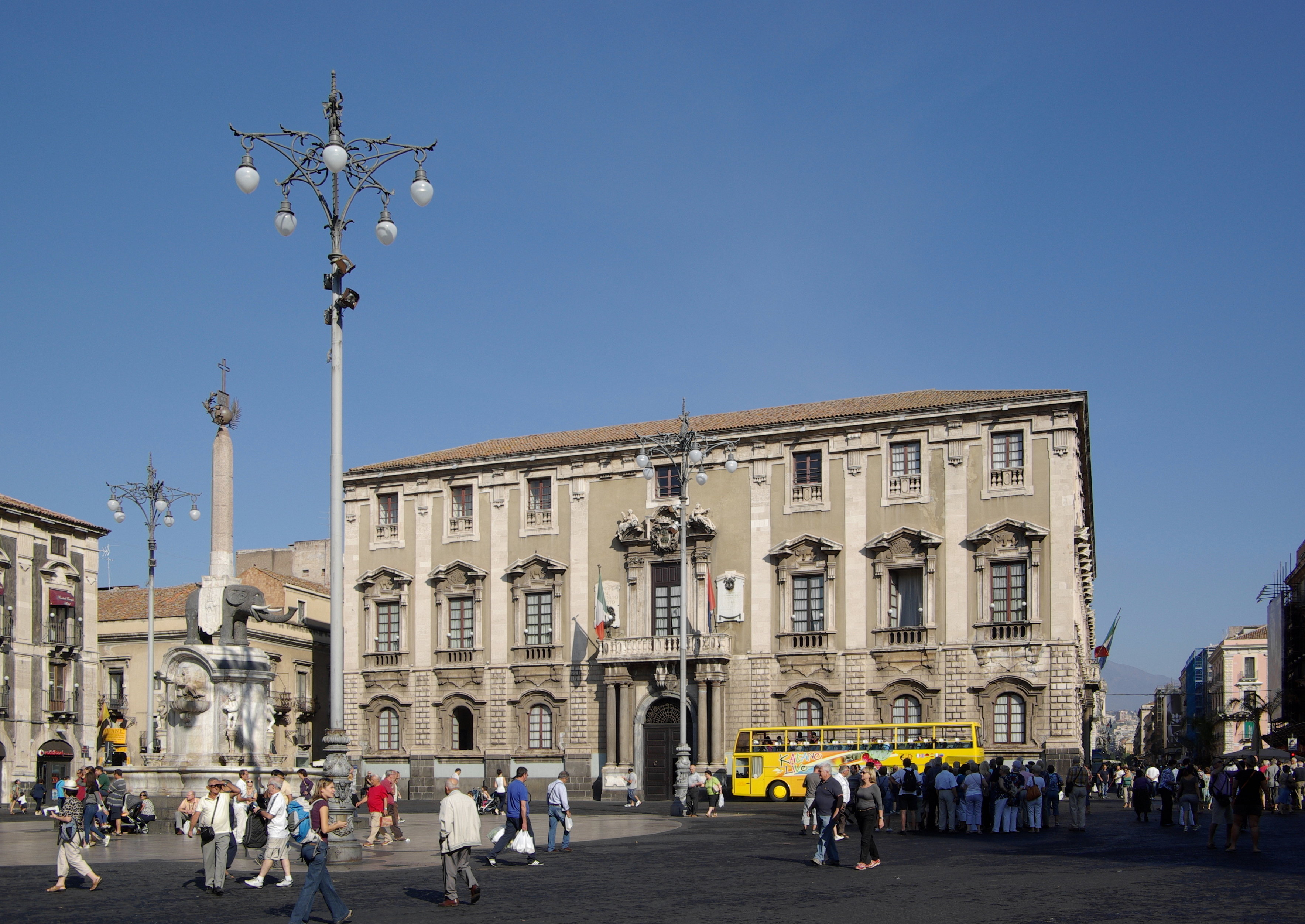
Piazza del Duomo – rechts der Palazzo Municipale

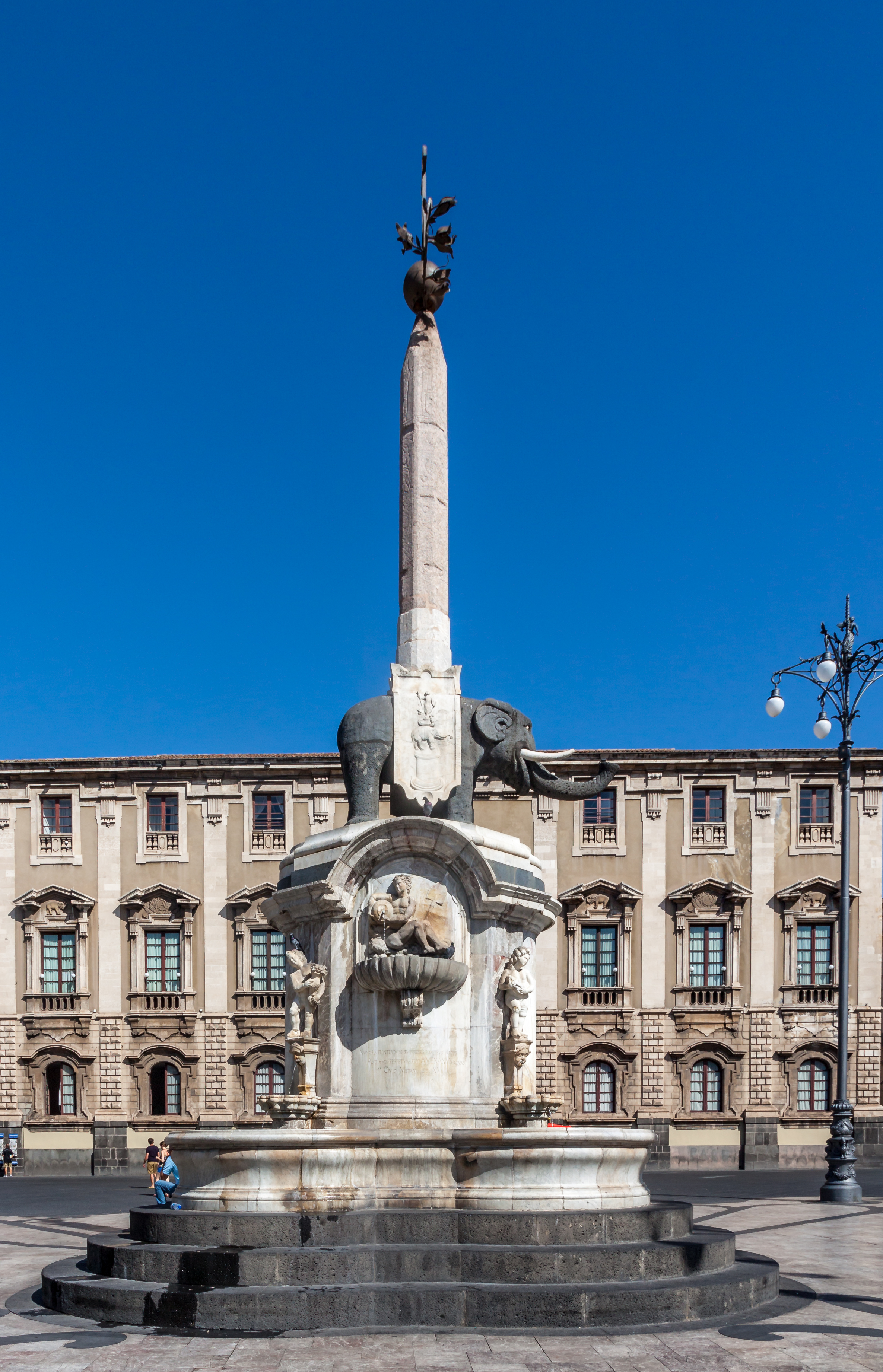
Elefantenbrunnen

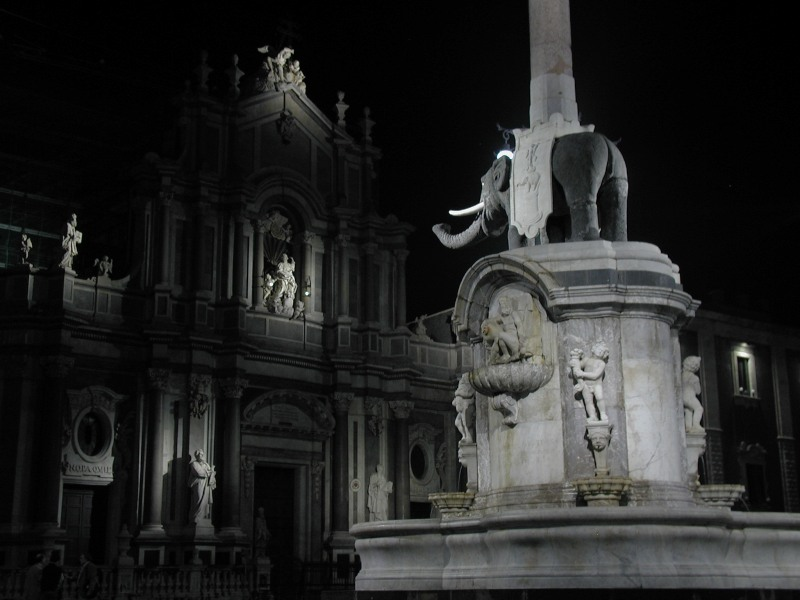
Elefantenbrunnen bei Nacht

Der Palazzo degli Elefanti ist Sitz des Rathauses der Stadt Catania auf Sizilien und wird deshalb auch Palazzo Municipale genannt.

## Der Palazzo
Der Palazzo Municipale von Catania wurde nach der Eruption des Ätna 1669 und dem Erdbeben 1693 von Giovanni Battista Vaccarini im Jahr 1735 neu erbaut. Das Erdgeschoss war schon begonnen, als er die Bauleitung übernahm und so zeigt es die für den Frühstil Catanias charakteristische Rustifizierung.
Vaccarinis Fenster und das Obergeschoss erhielten gänzlich andere Stilformen. Die Pilaster sind weiter hochgeführt, aber ohne Rustifizierung, und tragen ein Gesims, wie es damals in Rom üblich war. Auch die Fenster entsprechen dem römischen Vorbild. Der Eindruck römischer Monumentalität wird noch erhöht durch das mächtige Eingangsportal des Palazzo, dessen freistehende Doppelsäulen von einem Balkon im ersten Obergeschoss gekrönt werden. Darüber ist das Wappen der Stadt zu sehen.
Von diesem Balkon aus konnte die illustre Gesellschaft Catanias an den religiösen Festen, an den „cantate“ und an den Feuerwerken zu Ehren der Heiligen Agatha, der Schutzpatronin Catanias, teilhaben. In dem Werk I Viceré des Schriftstellers Federico De Roberto (1861–1927) kann man lesen: … es begann das Feuerwerk, das vom Prinzen bezahlt worden war; inmitten des Rauches leuchtete immer wieder und in immer kürzeren werdenden Abständen das Feuerwerk auf, wie das Trommelfeuer eines Regiments …

## Der Elefantenbrunnen
Vor dem Palazzo Municipale errichtete Vaccarini 1736 einen Brunnen, der mit einem obeliskentragenden Elefanten geschmückt war, dem Wappensymbol und Wahrzeichen der Stadt Catania.
Die Idee zu diesem Monument geht auf den Obelisco della Minerva mit Berninis Elefanten vor der römischen Kirche
Santa Maria sopra Minerva zurück.
Vaccarini entdeckte den Elefanten zufällig in den Trümmern der zerstörten Stadt. Er stammt aus römischer Zeit und bildete vermutlich den Abschluss einer Rennbahn. Auch der Obelisk wurde zufällig gefunden. Er kommt aus Ägypten und zeigt Symbole des Isiskults. Vaccarini stattete den Elefanten aus schwarzem Lavagestein mit einer Satteldecke aus weißem Marmor aus und errichtete darauf den Obelisken. Auf der Spitze wurde ein Kreuz als Symbol des Christentums angebracht, um die Stadt gegen weitere Naturkatastrophen zu wappnen.